# Воскресенськ
Воскресенськ (рос. Воскресенск) — місто в Московській області, адміністративний центр Воскресенського району. Чисельність населення станом на 1 січня 2013 року — 92856 чоловік

## Міське поселення
Муніципальне утворення міське поселення Воскресенськ було утворено на підставі закону Московської області від 29 грудня 2004 року «Про статус і межі Воскресенського муніципального району і знов утворених в його складі муніципальних утворень». Головою міського поселення з жовтня 2012 року є Олександр Васильович Квардаков.
Окрім міста Воскресенська до складу міського поселення входять села Маришкіно, Трофімово, Хлопки, Чемодурово.
Загальна чисельність населення міського поселення становить 93 тисячі 680 людей, а територія становить 10,5 тис. га.

## Символіка
Місто Воскресенськ має власний герб і прапор, які були затверджені рішенням Ради депутатів міського поселення Воскресенська від 24 жовтня 2008 року. Основою міського герба є зображення фенікса, який є символом Воскресіння Христового, що алегорично вказує на назву міського поселення. Основними кольорами міста є золотий, блакитний. Також жовтий і синій є клубними кольорами місцевого хокейного клубу «Хімік».

## Населення
Станом на 2010 населення Воскресенська становило 91464 людини. При цьому у місті суттєво переважає жіноче населення — 50544 (55,3 %) проти 40920 чоловіків (44,7 %).
Чисельність постійного населення Воскресенська
|                      | Все населення | Міське населення | Сільське населення |
| -------------------- | ------------- | ---------------- | ------------------ |
| На 1 січня 2012 року | 94887         | 92241            | 2646               |
| На 1 січня 2013 року | 95506         | 92856            | 2650               |

## Промисловість

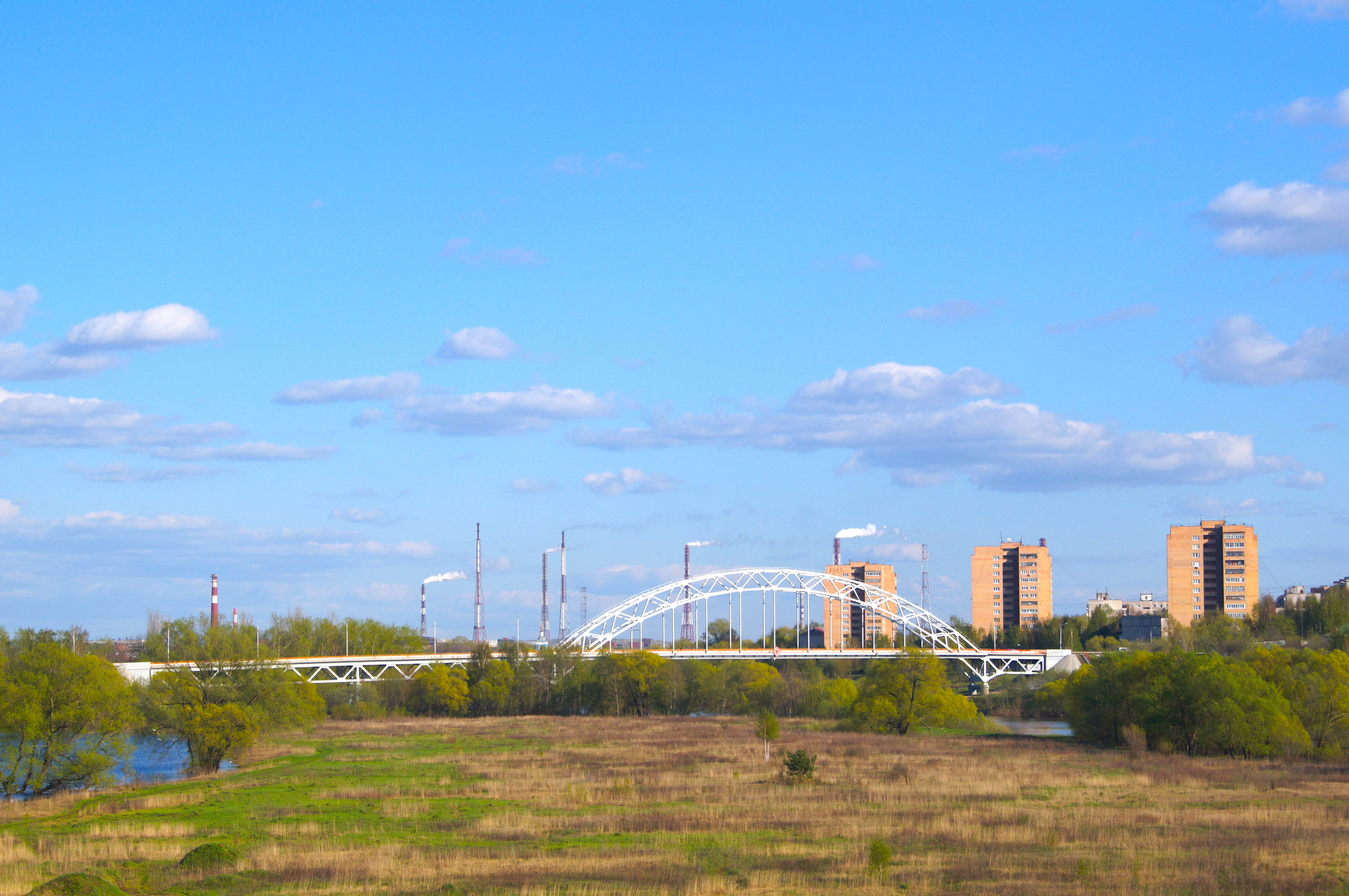
Панорама з видом на Новлянськ та Хімічний комбінат

Воскресенськ є важливим промисловим центром Московської області. Тут є підприємства з виробництва цементу, мінеральних добрив, будівельних матеріалів та конструкцій. Також вони виробляють стінові матеріали, труби, муфти, листи асбестоцементні, пластикати полівінілхлоридні, шпалери, молочні консерви, хліб та хдібобулочні вироби. Загалом у місті є 24 великих та середніх підприємства.
Обробна промисловість займає 98,3 % загального обсягу виробництва, решта припадає на виробництво електроенергії, газу та води.

## Транспорт
Внутрішнє транспортне сполучення у Воскресенську забезпечується рейсовими автобусами. Окрім того у місті є автовокзал звідки здійснюється автобусне сполучення з населеними пунктами Воскресенського району, автобусний маршрут N358 сполучає місто з Москвою (автостанція Вихіно)
Залізничний вокзал Воскресенська з'єднує його з Казанським вокзалом Москви. У Воскресенську зупиняється ряд електропотягів Рязанського напрямку, частина з них мають кінцеву зупинку на платформі Шиферна.
Окрім станції Воскресенськ на території міського поселення знаходиться ще декілька залізничних платформ: Москворецька, Шиферна, Цемгігант, Трофімово, 88-й кілометр.

## Освіта
Середню освіту у місті надають 14 середній загальноосвітніх шкіл у тому числі одна з вечірньою формою навчання. Також у місті є школа для дітей-сиріт які залишились без опіки батьків. У місті працює дві гімназії а також два ліцеї.
Середню професійну освіту у Воскресенську надає професійне училище N44, професійний ліцей N15, Центральний міжрегіональний технікум галуземих технологій та підприємництва, Воскресенський коледж.
Вищу освіту у місті надає Воскресенський інститут туризму який є філією Російської міжнародної академії туризму. Філія у Воскресенську почала працювати у 1998 році. Навчання тут ведеться за наступними напрямками: міжнародний менеджмент в туризмі, менеджмент турзму, менеджмент готельних ресторанних підпрємств, менеджмент санаторно-курортної справи, маркетинг, менеджмент спортивного туризму, анімаційний менеджмент в туризмі, екскурсійний менеджмент, управління персоналом.
Також у Воскресенську працює філія Московського державного відкритого університету імені Чорномирдіна.

## Охорона здоров'я
У місті працює дві районні лікарні, станція швидкої медичної допомоги та стоматологічна поліклініка.

## ЗМІ
У Воскресенську працює декілька засобів масової інформації, зокрема районна газета «Наше слово», яка виходить тричі на тиждень накладом 10000 примірників.
Тижневики «Куйбишевець», та «Іскра-ТВ».
У місті працює телекомпанія «Іскра ВЕКТ».
Також у Воскресенську виходять газети «Деловые вести», «Добрая газета», «ВосИнфо».

## Історія
Свою назву місто отримало від села, яке входить тепер до його складу, а те, у свою чергу від церкви Воскресіння Христового яка згадується вперше у 1577 році. Церква, яка існує на її місці — третя за рахунком.
Свій розвиток майбутнє місто отримало завдяки будівництву у 60-х роках ХІХ століття залізниці, яка з'єднала Москву, Рязань та Саратов. 20 червня 1862 року було відкрито залізничне сполучення на ділянці Москва-Коломна, однією з проміжних станцій став Воскресенськ. У 1869 році була прокладена залізнична гілка до Єгор'євська і Воскресенськ перетворився на вузлову залізничну станцію. Власне поруч із станцією невдовзі виникло пристанційне селище з такою ж назвою. За даними перепису 1926 року в селищі проживало трохи більше 600 чоловік. У 1922 році почалась розробка Єгорьєвського родовища фосфоритів. У 1929 році на XVI партконференції було прийнято рішення про будівництво 518 нових промислових підприємств, у тому числі хімічних. Зокрема мова йшла про будівництво заводів на базі Єгорєвського родовища фосфоритів. Статус міста Воскресенськ отримав 11 липня 1938 року. Загалом на будівництво нового заводу приїхало 4000 молодих людей. Для того, щоб їх розмістити було зведено каркасно-засипні бараки — переважно вони являли собою одне приміщення, вздовж якого були встановлені ліжка, а між ними тумбочки та табуретки. У кожному бараці проживало від 50 до 100 людей, опалення було пічне, а «виго́ди» — надворі. Були і більші комфортабельні бараки, розділені на кімнатки по 2-4 людини з загальним коридором посередині. Таке житло у місті було до 1967 року включно. Водночас перший цегляний чотириповерховий будинок було закладено в серпні 1930 року. І хоча невдовзі вони були заселені, однак каналізація була підключена лише у 1934 році. Днем народження хімкомбінату вважається 22 січня 1931 року коли в цеху фосфоритного борошна була вироблена перша продукція. Протягом наступних років комбінат розширювався, вводились в експлуатацію нові цехи та системи. У 1931 році на березі річки Семиславки неподалік селища Колиберево почалось зведення великого цементного заводу який так і назвали «Гігант». Його проектна потужність дорівнювала трьохрічний виробці цементу на трьох середніх заводах. Свою першу продукцію він дав у грудні 1936 року.
Навколо нових підприємств розвивались робітничі селища Колиберево та Воскресенськ. У 1939 році у першому з них мешкало 12 тисяч людей, Воскресенськ був подібним за кількістю населення. У 1954 році Колиберево було включене до складу Воскресенська, ставши його південною частиною.
У 1937 році Воскресенськ мав 550 будинків, три школи, у яких навчалось 2300 дітей, інфраструктуру, яка забезпечувала його життя. Коли 11 липня 1938 робітниче селище Крив'якіно (Воскресенськ) перетворило у місто Воскресенськ його населення становило 29 тисяч осіб.
У роки німецько-радянської війни неодноразово бомбували залізничну станцію Воскресенськ, водночас вони не бомбували хімкомбінат, оскільки хотіли захопити його неушкодженим. Натомість радянська сторона підготувала його до вибуху на випадок свого відступу.

### Після завершення II Світової війни
Бурхливе будівництво у місті відновилось лише у 1950 році, зокрема тоді з'явився перший генеральний план забудови центру міста. Осьовою вулицею стала Октябрска, тож на ній почали зводитись 3-5 поверхові будинки.
У 1954 році Воскресенськ було перетворено в місто обласного підпорядкування. До того часу до його складу увійшло кілька сусідніх сіл та утворились тр основні райони — північний, південний та москворецький, причому роль центру виконував саме північний район. У 1974 році був затверджений новий генеральний план міста який передбачав забудову двох основних житлових районів міста — північного та Москворецького.

## Пам'ятки історії та архітектури
Загалом на територія міського поселення знаходиться 41 пам'ятник: з них два пам'ятники історії федерального значення та один — обласного.
Серед найважливіших пам'яток розташованих в місті є — ґрунтовий могильник «Погост П'ять Хрестів» 16-17 ст. є пам'яткою археології, розташований на правому березі р. Семиславки на південній околиці Москворецького кварталу. — пам'ятка археології 14-17 ст. у селищі Воскресенськ-І («Беркіно») на лівому березі річки Капиловки на східній околиці мікрорайону «Цемгігант» — пам'ятка археології 12-13 ст селище «Воскресенськ-2» на лівому березі річки Семиславки (ліва притока р. Москва), 100 метрів південно-західніше залізничного мосту на залізниці Москва-Рязань. — пам'ятка археології 12-13 ст селище «Воскресенськ-3» на лівому березі річки Семиславки (ліва притока р. Москва), 260 метрів південно-західніше залізничного мосту на залізниці Москва-Рязань. — пам'ятка археології 12-13 ст селище «Воскресенськ-4» на лівому березі річки Семиславки (ліва притока р. Москва), 360 метрів південно-західніше залізничного мосту на залізниці Москва-Рязань. — пам'ятка археології 14-15 ст селище «Воскресенськ-5» на лівому березі річки Семиславки (ліва притока р. Москва), 500 метрів південно-західніше залізничного мосту на залізниці Москва-Рязань. — пам'ятка археології 15-17 ст селище «Воскресенськ-6» на правому березі річки Семиславки (ліва притока р. Москва), — пам'ятка археології 16-17 ст селище «Воскресенськ-7» на лівому березі річки Семиславки (ліва притока р. Москва), поруч із північно-східною околицею мікрорайону «Селище будівельників». — пам'ятка археології 16-17 ст. «Воскресенськ-8» поруч з північно-східною околицею мікрорайону «Селище будівельників» на лівому березі річки Семиславки (ліва притока річки Москви). — пам'ятка археології 15 ст «Воскресенськ-9» за два кілометри на схід від північно-східної околиці мікрорайону «Селище будівельників» на дівому березі річки Семиславки. — церква Івана Золотоуста 1761 р у колишньому селі Новлянське (тепер Воскресенськ). — садиба «Спаське» — пам'ятка архітектур 18-20 ст у кол. С. Спаському (тепер Зелена Зона Воскресенська). — головний дім датований 1872 роком і комплекс споруд кінця 19-початку 20 ст. у кол. С. Спаському (тепер Зелена Зона Воскресенська). Також у комплекс входить парк 18-19 ст. — садиба Крив'якіно (друга половина 18 — друга половина 19 ст) на вулиці Лермонтова, 3 у Воскресенську з комплексом будівель а також парк із ставками.

Також у місті є 18 пам'ятників, пам'ятних знаків та стел, 5 меморіальних дощок загиблим в роки ІІ світової війни, 1 пам'ятник жертвам політичних репресій, один пам'ятник ліквідаторам аварії на ЧАЕС, один пам'ятник загиблим в локальних конфліктах, 7 меморіальних дощок на честь загиблих в Афганістані та Чечні, одна скульптурна композиція присвячена Воскресінню Христовому, 3 пам'ятники та 4 меморіальні дошви присвячені видатним людям міста.
Серед військових пам'ятників у місті також є пам'ятник угорським військовополоненим, які загинули в роки ІІ світової війни. Його створено у 2001 році на вулиці Громадянській.

## Церкви
Церква святителя Івана Золотоуста

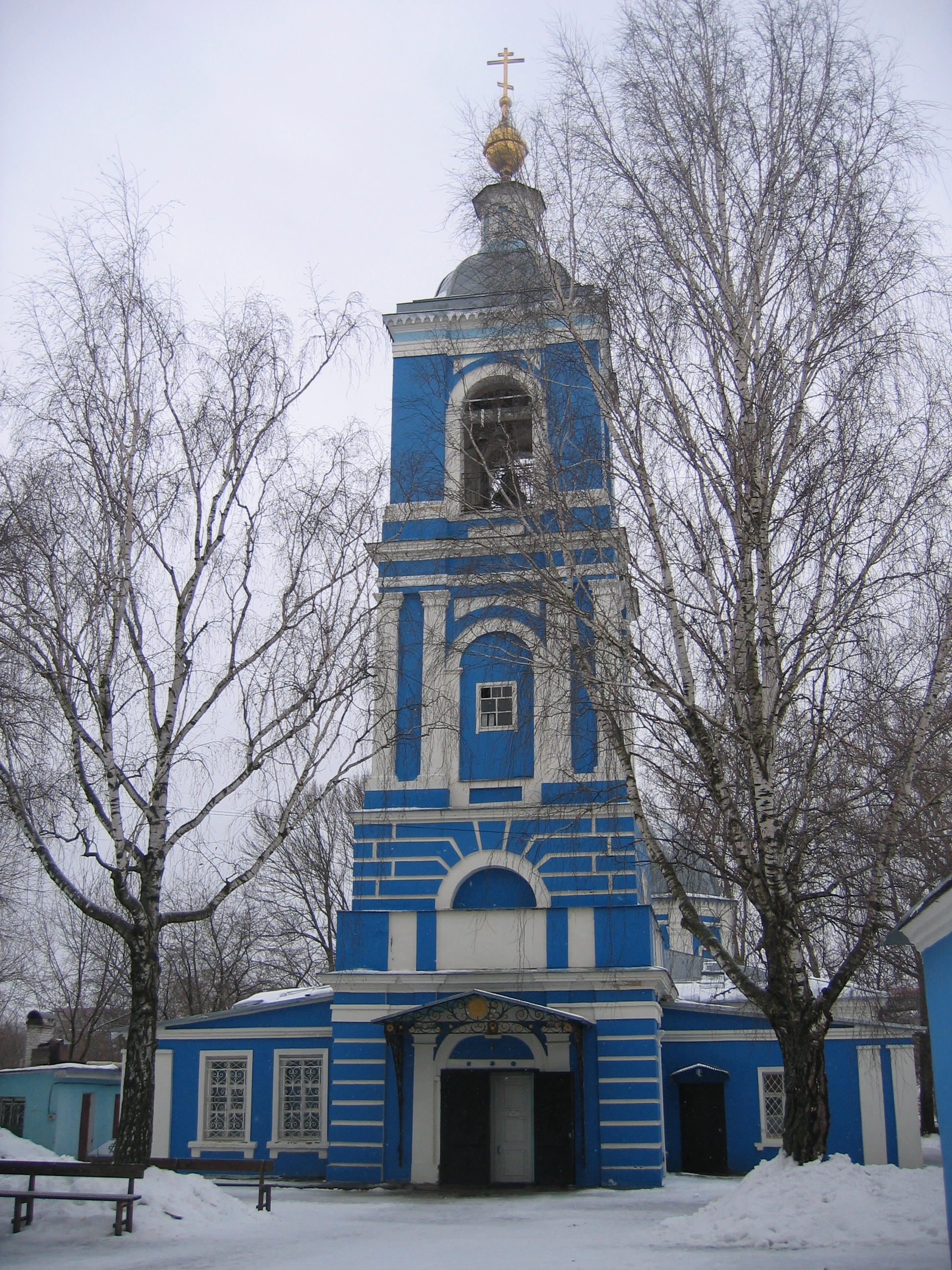
Церква святого Івана Золотоустого

Спочатку в селі Новлянському у 16 столітті стояла дерев'яна церква Воскресіння Христового з каплицею Миколи Чудотворця. У 1761 році була побудована кам'яна церква Івана Золотоуста, трапезна та дзвіниця з'явились у 1855 році. Центральний іконостас п'ятиярусний, позолочений. Особливим шанування у парафіян користується ікона Єрусалимської Матері Божої яка написана у візантійському стилі. Церква збудована в стилі бароко.
Дерев'яна церква преподобного Сергія Радонезького була закладена 15 липня 2003 року, а перше Богослужіння у ньому відбулось 8 жовтня 2003 року.
Церква Воскресіння Христового вперше згадується у 1557 році, дерев'яний храм було зведено з 1881 по 1898 рр. за проектом Ніколая Маркова. Саме ця церква дала назву спочатку селу, а потім місту Воскресенську.

## Культура
У місті працює «Театр ростових ляльок „Софіт“»
та камерний хор «Хорал» чотири Палаци культури: «Юбилейний», «Цементник», «Москворецкий» та «Хімік» ім. Н. І. Докторова. Також є концертно-виставковий зал на 120 місць, культурний центр «Садиба Крив'якіно», 11 бібліотек з загальним книжковим фондом 361 тисяча книг, музей бойової та трудової слави, кінотеатр «Люксор» з 3-ма кінозалами.

## Спорт

### ХК «Хімік»

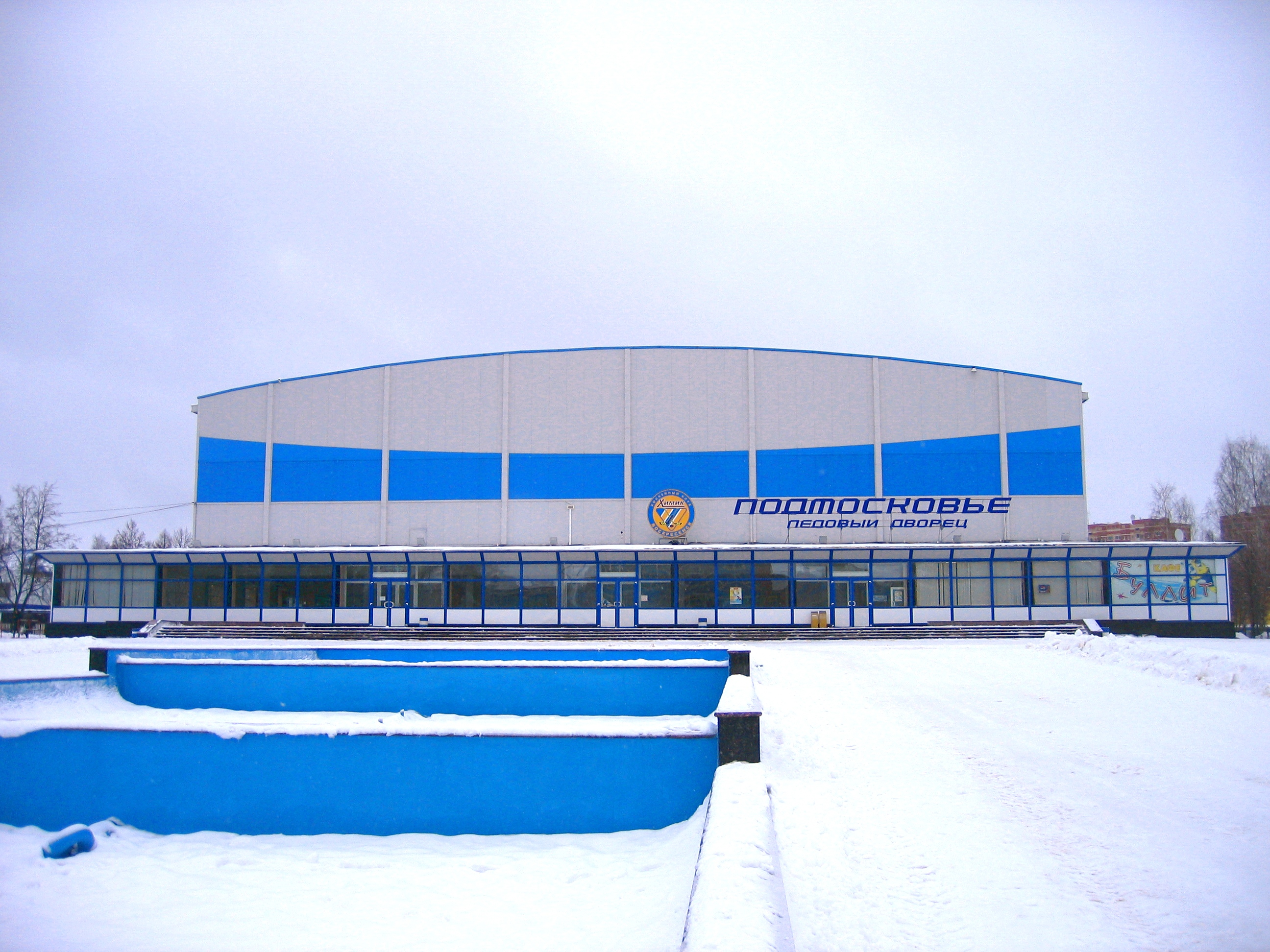
Льодовий палац «Подмосковье»

У Воскресенську базується хокейний клуб «Хімік». Його було створено у 1953 році футболістом та хокеїстом Миколою Семенович Епштейном.
Вже 20 грудня 1953 року команда отримала право виступати на першість РСФСР. Уже в сезоні 1956-1957 рр команда представляючи провінційне місто виступала у вищій лізі радянського хокею. Протягом своєї історії клуб чотири рази завойовував бронзові медалі радянської першості — у 1965, 1970, 1984 та 1990 роках. Найбільше досягнення клубу — срібні медалі першості СРСР у 1989 році.
У 2005 році керівництвом Московської області було прийнято рішення про перебазування клубу в Митищі, водночас у Воскресенську залишився фарм-клуб.

## Персоналії
- Лебедєв Олександр Іванович (1930—2012) — радянський і російський актор театру і кіно.